# 베를린 팡코역
베를린 팡코역(Bahnhof Berlin-Pankow)은 베를린 팡코구 팡코에 있는 베를린 S반과 U2의 역이다. 베를린-슈체친선이 베를리너 슈트라세(Berliner Straße)와 만나는 지점에 역사가 있다. S반 역과는 별개의 조차장이 있었으나 폐역되었다.

## S반
팡코는 베를린-슈체친 간선에서 베를린 다음으로 위치한 대형 지구였고, 1920년까지는 독립된 지자체였다. 당시 팡코는 하계 휴양지로 알려져 있었으나 베를린에서 출발한 열차는 18 km 떨어진 베르나우 바이 베를린까지 무정차 통과했다. 1880년 10월 15일이 되어서야 팡코에 정거장이 건설되었다. 팡코의 중심지는 이 역에서 1 km 정도 떨어져 있었다. 철도 건설 당시 역은 팡코의 외곽 지역이었으나 철도 건설로 인하여 시가지가 확장되었다. 건설 이후 근처 니더쇤하우젠에 있었던 쇤하우젠성(Schloss Schönhausen)의 이름을 따서 팡코쇤하우젠(Pankow-Schönhausen)역으로 개칭된 적이 있었고, 이 시기에 베를린 북부선에 팡코역(현재의 베를린 볼랑크슈트라세역)이 건설되기도 했다.
팡코 조차장이 건설되면서 여객 열차용 역도 확대되었고 "베를린 도심선의 역과 비슷한 양식"으로 승강장이 건설되었다. 1916년까지 슈체친선의 베를린-베르나우 구간의 근교선과 장거리 열차 및 화물선이 분리되었다. 새로운 열차선은 과거 노선과 조차장 사이에 건설되었다. 1909년부터 1914년까지는 역 규모 확장으로 카를 코넬리우스(Karl Cornelius)와 에른스트 슈바르츠(Ernst Schwartz)가 설계한 북부 역사와 대합실이 건설되었다. 10여년 후 근교선이 전철화되었다. 독일국영철도에서 1913년 결정한 전철화 계획에 따라서 1922년까지 열차선이 전철화될 예정이었고, 교류 15 kV 16 2/3 Hz를 사용했다. 팡코역과 팡코하이너스도르프역 구간은 1921년 초에 전차선 지지대 12개가 100여 m 간격으로 세워졌다. 반면 근교선은 베를린 S반에 사용되는 제3궤조 방식으로 전철화되었다. 전력 공급을 위해서 변전소가 설치되었다. 1924년 8월 8일부터 전철 정규 영업 운행이 시작되었다.
제2차 세계 대전 당시 역 일대는 크게 파괴되지 않았다. 파괴된 부분은 베를리너 슈트라세 연선상에 있었던 장거리 열차선 남쪽에 있는 과거 역 건물이었다. 1954년 10월 3일부터 베를린 팡코역으로 개칭되었다.
도시 철도 건설 이후 2003년부터 역 일대와 S반 역사 개보수가 진행되었다. 베를리너 슈트라세 위를 지나는 철교가 철거 및 신축되었고, 2003년/2004년에는 S반선 노반, 2005년에는 열차선 노반이 개수되었다. 2008년에는 과거 조차장역으로 연결되었던 선로가 철거되었다.

## 구 조차장

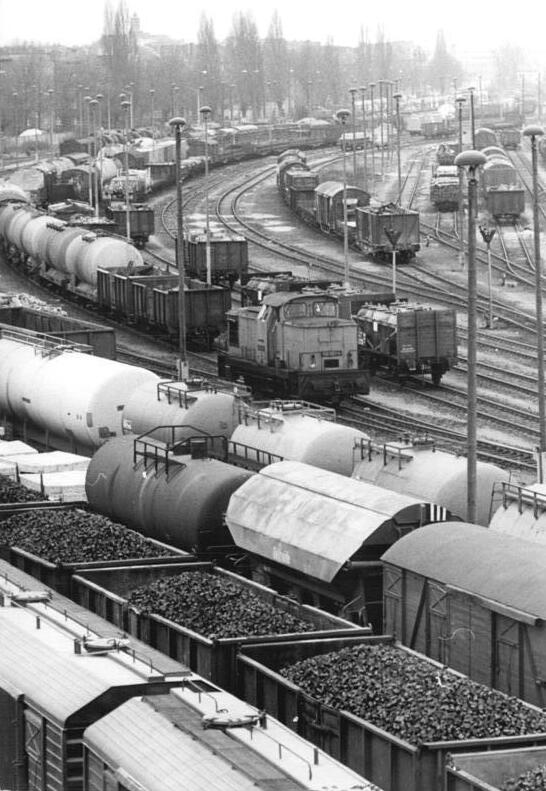
1980년 당시 조차장

여객 열차역 북동쪽, 선로 동쪽에는 조차장이 위치해 있었다. 도착 및 출발 열차군 2조, 방향별 열차군이 각각 1조씩 있었으며, 제2차 세계 대전 이후에는 하루 화물 열차 1800량을 처리할 수 있었다. 제2차 세계 대전 이전에는 처리 용량이 더 컸으며, 1917년에는 하루 3800량을 처리할 수 있었던 독일 제국 최대의 조차장이었다.
1891년부터 1893년까지 890만 금 마르크 예산을 들여서 건설되었다. 아 중 550만 마르크는 조차장 건설, 나머지 비용은 연결선 건설에 사용되었다. 당시까지 사용했던 베를린 슈테틴역의 화물역 용량 초과로 인하여 건설이 필요했다. 베를린 도착 화물 열차는 슈테틴역에 도착한 다음 역내 화물과 환적 화물이 분리되었고, 역내 화물은 슈테틴역에서 취급했고, 환적 화물은 순환선을 통해서 베를린 게준트브루넨역까지 운송되었다. 베를린 출발 화물 열차는 슈체친선의 슈테틴역으로 집결하여 출발했다. 1888년 슈테틴역에서 일간 취급한 환적 화물은 600축, 역내 화물은 470축, 출발 화물은 360축이었다. 토요일에는 포메른 방면에서 온 축산물 열차가 슈테틴역을 경유하여 첸트랄피호프역(중앙축산시장)으로 향했다. 두단식 승강장역은 이러한 화물 영업을 처리하기에는 부족했고, 슈테틴역과 게준트브루넨역 사이의 화물선의 용량이 포화 상태에 이르렀다.
별도의 조차장을 설치하여 두단식 승강장역의 화물 취급 부담을 덜고, 차후 여객 열차역을 확장할 수 있게 되었다. 새로운 조차장은 슈체친선과 베를린 북부선으로 향하는 도착 및 출발선이 건설되었고, 양 노선은 순환선과 연결되어 있었다. 조차장은 영업 중인 선로 동쪽에 건설되었다. 조차장 건설 과정에서 시가지와 교차하는 부분은 입체 교차화되었다. 조차장 북동쪽은 슈체친선, 남서쪽은 슈체친선, 순환선, 북부선과 연결되었다. 마지막 연결선은 1896년에 완공되었고 1897년 5월 1일부터 영업 운행이 시작되었다. 매일 출도착 화물열차 73편성을 처리할 수 있었고, 열차 차축 수로는 8400개였다.
조차장 건설 이전에도 화물 물동량이 급격하게 증가하여 1889년에 현재의 블랑켄부르크역과 카로역 사이에 임시 화물역이 착공하여 1890년 1월에 영업을 시작했다. 1903년까지 임시 화물역이 사용되었고 그 이후에는 팡코역의 용량 분산용으로 사용되었다.
조차장 남서쪽에 도착선 6선이 건설되었다. 크게 2개 도착선군으로 분류되었고, 베를린 북부선, 베를린 구 북역, 베를린 순환선 동쪽, 베를린 순환선 서쪽, 슈체친선, 슈테틴역 6개 방면으로 분류되었다. 도착 열차는 역 북쪽으로 모인 다음 2개 군으로 나뉘어서 정리되었다. 조성이 완료된 열차는 서쪽으로 견인된 다음 출발선으로 진행했다. 공차와 환적 화물차를 위한 별도의 공간이 마련되어 있었다. 남서쪽에는 역내 화물열차용 공간이 마련되어 있었다. 북쪽에는 팡코 기지와 기관차용 전차대가 설치되어 있었다. 1893년 10월 1일 조차장 영업과 동시에 베를린 팡코하이너스도르프역이 개통했으며, 이 역에서 조차장과 기지 방면으로 연결되었다.
제2차 세계 대전 당시 전략적 폭격 목표로 설정되었으나 전쟁 초중반에는 큰 피해를 입지는 않았다. 전쟁 말기에 되어서야 철도 운영이 중단될 정도의 폭격 피해를 입었다. 1945년 4월 3일 폭격으로 인하여 군용 화물 열차가 파괴되어 폭약이 폭발했다. 1945년 4월 20일에는 베를린 전투 과정에서 철도 노동자가 집으로 돌려보내졌다. 전투 과정에서 대포로 포격당해서 일부 군용 화물 열차가 화재 피해를 입었다. 1945년 4월 23일 전선이 팡코 방면으로 더 들어갔다.
1945년 5월 4일 철도 업무가 다시 시작되었고, 종전 직후에는 주독 소련군의 지시를 받다가 독일국영철도로 넘어갔다. 파괴된 부분이 수리되었고 포격으로 파인 부분이 다시 매립되었다. 1945년 가을부터 조차장 업무가 다시 시작되었다. 1950년대와 1960년대에 조차장이 현대화되었고, 기계식 신호소가 전기기계식 신호소로 교체되었다. Hf 신호기 조명은 석유에서 프로판 가스로 대체되었고, 이후 전기 조명으로 대체되었다가 Hl 신호기로 대체되었다. 과거의 전신기와 전신선은 무전으로 대체되었다. 조차장 조명은 형광등으로 대체되었다. 원래 역에서 끝났던 노선군이 Pka 신호소를 통해서 블랑켄부르크 방면의 열차선으로 연결되었다. 1960년에는 팡코 조차장에서 1700량의 화물열차를 처리할 수 있었다. 1970년대에는 제동 시설로 리타더가 설치되었다. 동계 대비용으로 폐차된 전기 기관차를 변압기로 사용하여 분기기 가열 시설을 설치했다.
두 적재선(1번: 베를리너 슈트라세, 2번: 그라니츠슈트라세)에서는 석탄과 건축 자재 등을 처리했고, 동독의 주택 건설 계획에 필요한 조립식 콘크리트 블록을 운송할 때 사용하는 팔레트와 특수차 처리 시설, 쓰레기 환적 시설이 있었다. 여기에 추가로 석탄 및 고철 처리용 추가 선로가 있었다.
독일 통일 이후에는 조차장의 기능이 단계적으로 축소되었고, 1997년 7월 2일에는 폐역되었다. 역 시설 철거는 2007년까지 단계적으로 이루어졌다. 2009년에는 25만 m² 규모의 조차장 부지가 매각되었다.

팡코 조차장의 흔적
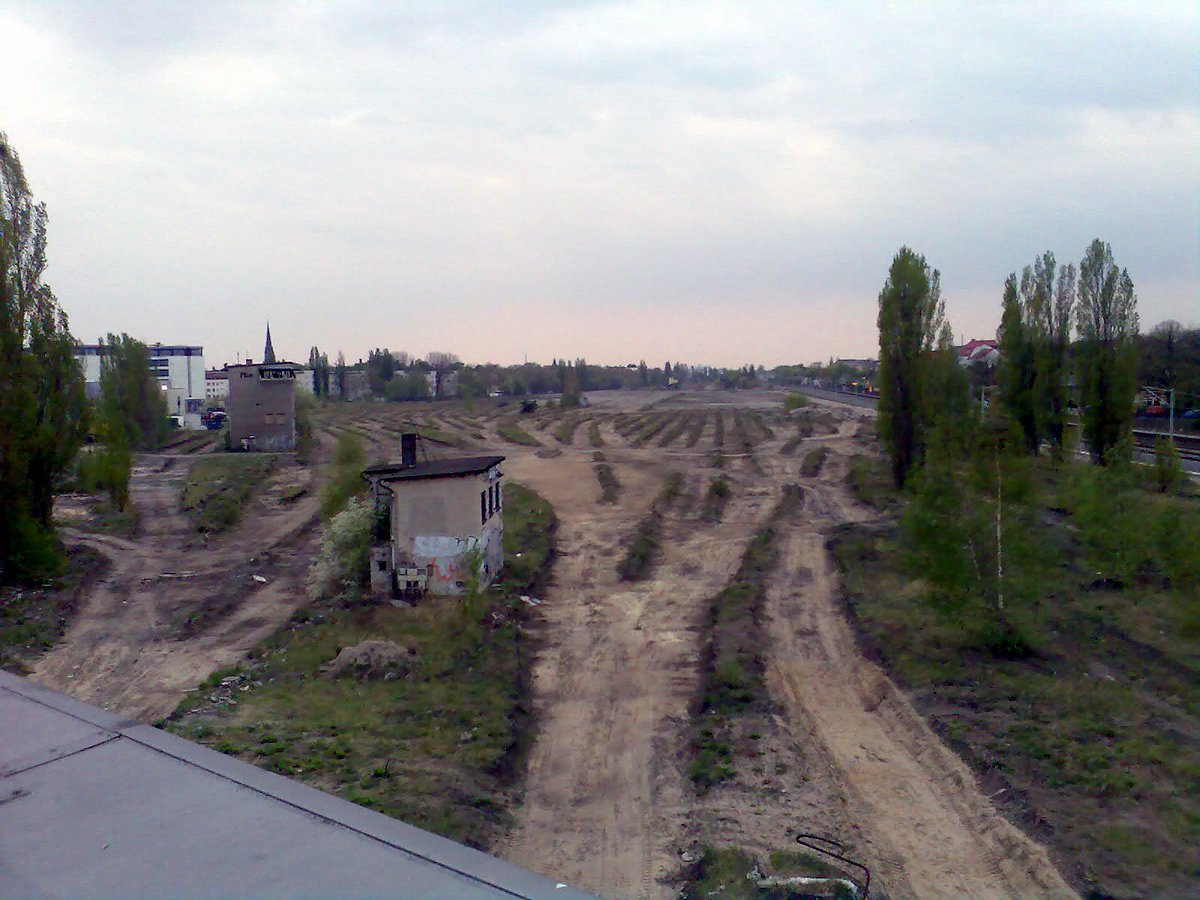
과거 조차장의 선로 흔적, 2007년
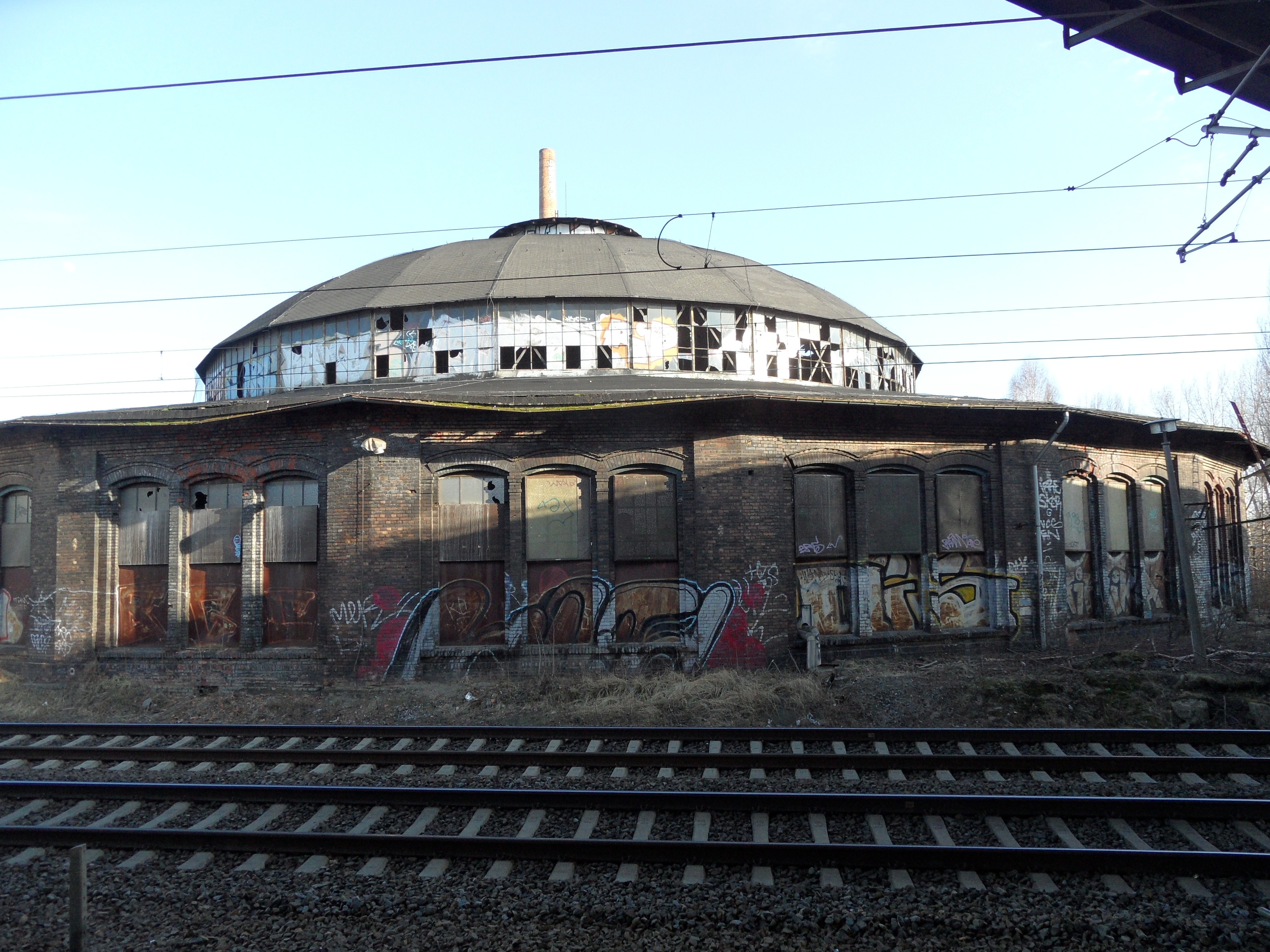
기관차 차고, 2012년
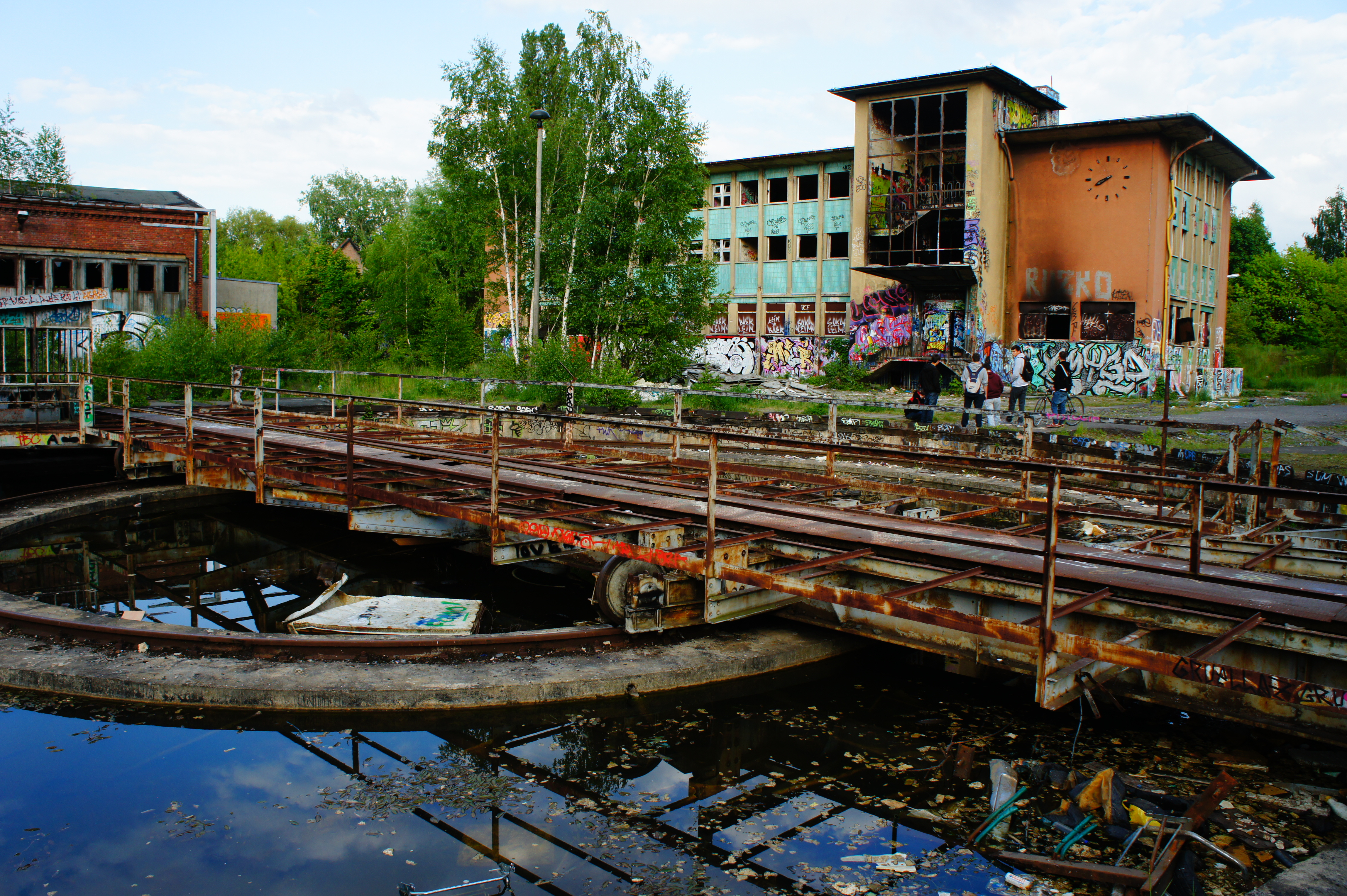
기관차 차고에 부속된 전차대, 2015년

## 도시 철도

1927년 팡코 방면 연장 계획. 오른쪽이 북쪽이며 S반 노반은 회색이다

베를린 팡코 지역을 베를린 U반과 연결하려고 하는 계획은 약 70년간 실현되지 못했다. 베를린 지하철의 A선을 팡코(피네타슈트라세)역까지 연장한 후 대공황이 발생하여 모든 계획이 중단되었다. 대공황의 여파가 잦아든 후에 연장 계획이 등장했다. 이해 관계자간 예산 확보, 역의 위치 및 노선 차후 연장 문제에 대해서 합의가 진행되지 않았기 때문에 1930년대 이후 계획이 실현되지 못했다.
1980년대 중반 화물역과 그라니츠슈트라세(Granitzstraße)/프렌츨라우어 프로메나데(Prenzlauer Promenade)로 둘러싸인 부지 내에 새로운 기지 건설 계획이 입안되었다. E선을 회노역 일대로 연장하면서 프리드리히스펠데 기지의 수용 가능 용량 초과가 예상되었기 때문이다. 기지에는 총 144량(8량 편성 18편성)을 유치할 수 있었고, 신호소, 세척선, 150 m×48 m 규모 중검수 시설, 78 m×18 m 규모 정비 시설이 건설될 예정이었다. 동독 국가평의회에서는 1986년 12월 11일 기지 건설을 승인했고, 1990년 4월 5일에 첫 삽을 뜰 예정이었다. 과거에 있었던 4선 규모 지하철 터널은 내선 2선을 기지로 향하는 인입선으로 사용하고 외선 2선을 팡코역 방면 본선으로 사용하기로 했다. 1990년 중반에 기지 건설 작업이 중단되었고, 베를린 포츠다머 플라츠역 선로가 복구되면서 서베를린에 있는 그루네발트 기지를 다시 사용할 수 있게 되었기 때문에 1990년 12월 동베를린 BVG와 서베를린 BVG가 합쳐지는 과정에서 계획이 취소되었다. 이후 기지 부지에는 주유소와 간이 식당이 들어섰다.
독일 통일 이후에 팡코역 연장 계획이 다시 부상했다. 1997년에 착공하여 2000년 9월 16일에 개통했다. 역 북쪽으로 200 m 길이의 인상선이 설치되어 있다.
지하철역은 베를리너 슈트라세 연선상이 아닌 이보다 서쪽에 설치되었다. 팡코 중심부로 진행하기 위해서 일부 가옥을 지하로 통과해야 하며, 차후 니더쇤하우젠 방면으로 노선을 연장할 수 있도록 현재의 구간을 선택했다.

## 매체에서의 등장
팡코역의 조차장은 마티아스 크리스티안센(Mathias Christiansen)의 범죄 소설 《Tod an der Grenze》의 주 무대로 등장한다.

## 인접 철도역
베를린 버스 M27, X54, 155, 250, 255, N2, N50번, 베를린 노면전차 M1, 50번으로 환승할 수 있다.
| 베를린 S반                                   | 베를린 S반 | 베를린 S반                             |
| -------------------------------------------- | ---------- | -------------------------------------- |
| 팡코하이너스도르프 베르나우 바이 베를린 방면 | S2         | 보른홀머 슈트라세 블랑켄펠데 방면      |
| 팡코하이너스도르프 블랑켄부르크 방면         | S26        | 보른홀머 슈트라세 텔토 슈타트 방면     |
| 팡코하이너스도르프 비르켄베르더 방면         | S8         | 보른홀머 슈트라세 그뤼나우/빌다우 방면 |
| 베를린 지하철 2호선                          |            |                                        |
| 피네타슈트라세 룰레벤 방면                   | U2         | 시·종착역                              |